# Cao Văn Sung
Cao Văn Sung (1936 - 2001) là nhà sinh vật học Việt Nam. Tên của ông được đặt tên cho Thằn lằn ngón Cao Văn Sung, tên khoa học Cyrtodactylus caovansungi, là một loài thằn lằn trong họ Gekkonidae.

## Tiểu sử
GS.TSKH. Cao Văn Sung sinh ngày 07 tháng 02 năm 1936 tại xã Hành Phước, huyện Nghĩa Hành, tỉnh Quảng Ngãi ở một vùng quê vốn giàu truyền thống cách mạng.
Năm 1955, ông tập kết ra Bắc học ở trưởng phổ thông cấp III Nguyễn Trãi (Hà Nội)
Từ 1959 - 1964 là sinh viên khoa Sinh vật trường Đại học Tổng hợp Hà Nội
Năm 1962 ông được vinh dự đứng trong đội ngũ của Đảng Cộng sản Việt Nam.
Năm 1964 sau khi tốt nghiệp trường Đại học Tổng hợp ông được phân công công tác tại Ban Sinh vật – Địa (Ủy ban Khoa học và Kỹ thuật Nhà nước)
Năm 1967 ông được cử đi học nghiên cứu sinh tại Viện Động vật học (Viện Hàn lâm Khoa học Liên Xô)
Năm 1970 ông bảo vệ thành công luận án Tiến sĩ
Năm 1970 - 1975 ông về nước và tiếp tục công tác tại Ban Sinh vật – Địa (Ủy ban Khoa học và Kỹ thuật Nhà nước)
Năm 1976 - 1985 ông công tác tại Viện Sinh vật học (Viện Khoa học Việt Nam)
Năm 1986 - 1989 ông công tác tại Trung tâm Sinh thái và Tài nguyên sinh vật (Viện Khoa học Việt Nam)
Năm 1990 ông bảo vệ thành công luận án Tiến sĩ khoa học tại Viện Sinh thái và Hình thái tiến hóa (Viện Hàn lâm Khoa học Liên Xô)
Năm 1991 ông được phong học hàm Giáo sư
Từ năm 1990 - 1995 ông được bổ nhiệm làm Phó Viện trưởng Viện Sinh thái và Tài nguyên sinh vật
Từ năm 1995 - 1997 ông được tín nhiệm làm Viện trưởng Viện Sinh thái và Tài nguyên sinh vật
Từ năm 1999 ông được cử làm Chủ tịch Hội đồng khoa học của Viện Sinh thái và Tài nguyên sinh vật thuộc trung tâm Khoa học tự nhiên và Công nghệ Quốc gia
Ngày 20 tháng 02 năm 2001 (tức ngày 28 tháng 1 năm Tân Tỵ) ông qua đời vì mắc bệnh hiểm nghèo.

## Công trình
- Năm 1976. Những tư liệu mới về hình thái và sinh thái các loài thú hiếm ở miền Bắc Việt Nam. Tạp chí động vật học, 55 (12): 1880-1885 (tiếng Nga).
- Năm 1977a. Kinh nghiệm diệt Chuột trong kho bằng chất dẫn dụ. thông tin bảo vệ thực vật, 5:40-49.
- Năm 1977b. Vài nét về sinh thái học các loài động vật tỉnh Thuận Hải và vấn đề bảo vệ chúng. Hội nghị các Trường Đại học lần thứ 1, Tp Hồ Chí Minh.
- Năm 1977c. Diệt chuột. Tạp chí bảo vệ thực vật, 4:52 (tiếng Nga).
- Năm 1978. Khu hệ gặm nhấm Việt Nam. Báo cáo nghiên cứu khoa học Sinh vật học – Viện Sinh vật học, 131-139, Hà Nội.
- Năm 1979 a. Kết quả áp dụng phương pháp tính số lượng tuyệt đối xác định số lượng thú ở một số sinh cảnh. Hội nghị chuyên đề Sinh thái học phục vụ sản xuất nông lâm ngư nghiệp, 24, Hà Nội.
- Năm 1979b. Nhu cầu thức ăn và cường độ tiêu hóa của một số loài gặm nhấm Việt Nam, idem 25.
- Năm 1979c. (cùng Trương Minh Hoạt). Về loài Dúi mốc nhỏ (Rhizomys sinensis) mới tìm thấy ở Hà Bắc. Tạp chí sinh vật học, 1(4):51-52.
- Năm 1979b (cùng Trần Văn Minh). Nhiễm sắc thể của 3 loài Chuột (Rattus Muridae Mammalia) ở Việt Nam. Tạp chí động vật học 58(7): 1076-1077 (tiếng Nga).
- Năm 1980a. Khai thác Tây Nguyên trên quan điểm sinh thái học. Tạp chí lâm nghiệp, 4:19-21.
- Năm 1980b (cùng Đặng Huy Huỳnh, Bùi Kính). Những loài gặm nhấm ở Việt Nam. Nhà xuất bản KHKT, Hà Nội.
- Năm 1981a. Kết quả điều tra những loài gặm nhấm ở Tây Nguyên. Thông báo khoa học. Viện Khoa học Việt Nam, 1:44-46.
- Năm 1981b. Loài gặm nhấm với hệ sinh thái rừng nhiệt đới. Thông báo khoa học. Viện Khoa học Việt Nam, 2:18-20.
- Năm 1981c (cùng Phạm Đức Tiến, Vũ Thị Thủy). Chuột lợn (Bandicota bengalensis) hại cây kinh tế lâu năm và biện pháp phòng trừ. Tạp chí sinh vật học, 3(3):29-30.
- Năm 1981d (cùng Phạm Đức Tiến, Trần Văn Minh, Kuznetsov G.V., Kuljukina N.M). Cấu trúc và động thái hệ sinh thái rừng nhiệt đới. Hội nghị khoa học lần thứ 12, kỷ niệm 25 năm thành lập Trường Đại học Tổng hợp Hà Nội, tr.19-20.
- Năm 1981e (cùng Phạm Đức Tiến). Hoạt động ngày đêm của một số loài gặm nhấm Việt Nam. Tạp chí Sinh thái học, 5: 94-96 (tiếng Nga).
- Năm 1982a. Góp phần vào việc phân vùng động vật Việt Nam. Thông báo khoa học, Viện Khoa học Việt Nam, 1: 69-73.
- Năm 1982b. Xây dựng hệ thống các khu bảo vệ thiên nhiên ở Việt Nam. Thông báo khoa học, Viện Khoa học Việt Nam, 2: 76-83.
- Năm 1982c. Kế hoạch hóa việc quy hoạch các vùng bảo vệ thiên nhiên và bảo vệ nguồn tài nguyên động vật Việt Nam. Hội thảo khoa học nhân ngày môi trường thế giới. Ủy ban KHKT Nhà nước.
- Năm 1982d. (cùng Nguyễn Minh Tâm). Khả năng gây hại của các loài Chuột phổ biến trong các khu bảo quản đậu rồng. Thông tin Bảo vệ thực vật, 1: 20-22.
- Năm 1982c (cùng Phạm Đức Tiến). Nhịp điệu hoạt động ngày đêm của một số loài gậm nhấm Việt Nam. Tạp chí Sinh vật học. 4 (4): 30-32.
- Năm 1982g (cùng Phạm Đức Tiến, Trần Văn Minh). Về sinh thái học của Thỏ rừng và gặm nhấm Tây Nguyên trong Sách "Giới động vật Việt Nam". Nhà xuất bản khoa học Mascova: 52-62 (tiếng Nga).
- Năm 1982. (cùng với Đặng Huy Huỳnh, Hoàng Minh Khiên). Kết quả điều tra khu ệ thuế tỉnh Lâm Đồng tập chí sinh vật học 42.
- Năm 1983a (cùng Phạm Đức Tiến). Dự thảo sơ đồ phân vùng địa lý động vật Việt Nam. Hội nghị khoa học về Atlas quốc gia, 12-13, Hà Nội.
- Năm 1983b (cùng Phạm Đức Tiến, Nguyễn Minh Tâm, Kuznetsov G.V., Kuljukina  N.M.) Một số tư liệu về khu hệ và sinh thái các loài gậm nhấm ở trạm nghiên cứu thường trú Kon Hà Nừng. Thông báo khoa học, Viện KHVN, 1: 45-51.
- Năm 1983c. Ecologicalstudies on Rodents of Taynguyen Plateau in Vietnam (Mammallia, Rodentia et Lagomorpha) Agricultura tropica et subtropica Universitas agriculturae – Praga, 16 120-140.
- Năm 1984a. (Cùng Phạm Đức Tiến). Sóc vằn lưng, đối tượng xuất khẩu có giá trị của Việt Nam. Tạp chí Lâm nghiệp, 3: 33-35.
- Năm 1984b. Inventaire des Rongeurs du Vietnam Marnmalia 48(4): 391-395.
- Năm 1984c. Sur les Rats du Bambou (Rhizomyidae) au Vietnam. Mammalia, 48: 606-607.
- Năm 1984d (cùng Tran Van Minh). Karyotypes et Systematique des Rats (Gene Rattus Fisher) du Vietnam. Mammalia, 18 (6): 557-564.
- Năm 1985. Biến động số lượng động vật gậm nhấm ở hệ sinh thái rừng nhiệt đới. Thông báo khoa học, Viện KHVN, 2:42-43.
- Năm 1985 (Cùng Phạm Đức Tiến, Đỗ Sĩ Hiển, Đặng Tuấn Đạt, Lý Thị Vi Hương). Những loài gậm nhấm và bênh dịch ở Tây Nguyên. Công trình NCJKH Viện vệ sinh dịch tễ Tây Nguyên (1983-1985), t.2: 226-240.
- Năm 1985 (cùng Nguyễn Minh Tâm, Phạm Đức Tiến, Kuznetsov G.V., Kuljukina N.M.) số lượng và biến động số lượng gậm nhấm ở Trạm nghiên cứu thường trú  Kon Nà Nừng. Hội thảo kết quả  nghiên cứu hệ sinh thái rừng nhiệt đới Kon Nà Rừng, Hà Nội, 7-9.
- Năm 1986. Về sưu tập chim thú của Việt Nam đang lưu trữ tại Bảo tàng lịch sử tự nhiên Paris. Thông báo khoa học. Viện KHVN, số 2, 45-48.
- Năm 1986. Cấu trúc và động thái ổ dịch hạch ở Việt Nam. Thông báo khoa học. Viện KHVN, 1, 52-54.
- Năm 1986. Infection of Natural diseases by rodents in Plateau Tay Nguyen.
- In "Fauna and Ecology of Mammals and Birds in Vietnam" Nauka, Moskow. 30-35 (Russian).
- Năm 1986. (cùng Pham Duc Tien, Tran Van Minh, Nguyen Minh Tam, Kuznetsov G.V., Kuljukina N.M.). Ecologic des rongeurs de foret tropicale du Vietnam. Mammalia. 50, 323-328.
- Năm 1987. On the problem of zoogeographical division of the rodent fauna of Vietnam. Vertebrate Hungari. 23, 57-66.
- Năm 1988. Động vật rừng khộp – hiện trạng và triển vọng. Thông báo khoa học, Viện KHVN, 1.
- Năm 1989. (cùng Hoàng Thủy Long, Đỗ Sĩ Hiển, et al.). Tình hình dịch tễ học – dịch hạch phía Bắc Việt Nam. Công trình NCKH Viện vệ sinh dịch tễ Hà Nội, t.1; 116-121.
- Năm 1989. (cùng Hoàng Thủy Long, Đỗ Sĩ Hiển, et al.). Kết quả nghiên cứu vật chủ (Chuột) và côn trùng trung gian (Bọ chét) trong bệnh dịch hạch tại phía Bắc Việt Nam. Công trình NCKH Viện vệ sinh dịch tễ Hà Nội, t.1; 131-135.
- Năm 1989. (cùng Hoàng Thủy Long, Lê Vũ Khôi et al.) Nghiên cứu đặc điểm bệnh dịch hạch tại thị xã Đồng Hới tỉnh Quảng Bình. Công trình NCKH Viện vệ sinh dịch tễ Hà Nội, t.1; 201-211.
- Năm 1989 (cùng Tran Van Minh). The food requirement and digestibility of tropical rodents, 5 International Theriological Congress, Roma. V.1. 439.
- Năm 1989. (cung Pham Duc Tien). Population structure of rodents in tropical forest. 5 ITC, Roma. V.2. 1011.
- Năm 1989. (cung Nguyen Minh Tam). Number and dynamic population of rodents in tropical forest ecosystem. 5 ITC, Roma, V.2, 1018.
- Năm 1990. Tập tính thích nghi của gậm nhấm Việt Nam với điều kiện nhiệt đới. Tuyển tập các công trình nghiên cứu sinh thái và TNSV (1986-1990), Nhà xuất bản KHKT, Hà Nội, 123-125.
- Năm 1990. (Cùng Đặng Huỳnh Quỳnh, Phạm Trọng Ảnh, Hoàng Minh Khiên). Thú hoang dại trong hệ sinh thái rừng khộp Yokđôn (Đắc Lắc). Tuyển tập các công trình nghiên cứu sinh thái và TNSV (1986-1990), Nhà xuất bản KHKT, Hà Nội, 13-16.
- Năm 1990. (cùng Nguyễn Minh Tâm). Phương pháp tính mật độ găm nhấm trong điều kiện nhiệt đới. Tuyển tập các công trình nghiên cứu sinh thái và TNSV (1986-1990), Nhà xuất bảnKHKT, Hà Nội, 112-114.
- Năm 1990 (Cùng với Đào Văn Tiến) six new Vietnamese rodents. Mammalia 54, 2, 191-192.
- Năm 1991. Động vật dịch tễ học Bình Trị Thiên. Hội nghị thông tin về các kết quả điều tra cơ bản 3 tỉnh Quảng Bình, Quảng Trị, Thừa Thiên Huế.
- Năm 1991. Môi trường sống và sự đa dạng của gặm nhấm Việt Nam. Seminar on Biodiversity in Vietnam, Hanoi.
- Năm 1991. (cùng với Đặng Huy Huỳnh, Phạm Trọng Ảnh, Bùi Kính). Kết quả điều tra nguồn lợi thú miền Bắc Việt Nam, Kết quả điều tra cơ bản động vật phía Bắc Việt Nam. Nhà xuất bản KHKT Hanoi.
- Năm 1991. Phân loại và tiến hóa của các loài Chuột giống Rattus ở Việt Nam. Tạp chí sinh học, 14(1), 1.
- Năm 1991 Cao Văn Sung. Công tác bảo tồn nguồn gen động vật của Việt Nam. Tạp chí Lâm Nghiệp 6. 28-30.
- Năm 1991. Adaptation of rodents to high mountainous region. Workshop Problems and Method of high mountain ecology. Bishkek, Kyrgyzstan.
- Năm 1991. Spacing behavior of rodents in tropical zones. 22nd International Ecological Conference. Kyoto. Japan.
- Năm 1992a. Tập tính xã hội của loài Chuột Xuri (R.surifer) ở Việt Nam. Tạp chí sinh học, 14 (20, 1-4.
- Năm 1992b. Bàn về phục vụ thực tiễn. Những vấn đề phát triển khoa học ở Việt Nam, Hà Nội: 18-20.
- Năm 1992c. Những loài thú quý hiếm ở Việt Nam. Hiện trạng và các giải pháp. Trung tâm thông tin tư liệu – Viện KHVN, 50 trang.
- Năm 1992d. Những loài thú quý hiếm của các nước Đông Dương. Nhà xuất bản Kim Đồng, Báo TNTP. Hà Nội, 10 -12.
- Năm 1992g. Chuyện về các loài gậm nhấm. Tạp chí công tác tư tưởng văn hóa, 10, 38.
- Năm 1992 Cao Van Sung, G.V.Kuznetsov. On eco-faunistic groupings of rodents of the Vietnam fauna Zoological Researches in Vietnam "Nauka" Moscow. 198-204.
- Năm 1992 Cao Van Sung, G.V. Kuznetsov. On the taxonomic status of the rats of genus Rattus (Muridae, Mammalia) in Vietnam. Idem. 74-81.
- Năm 1992 Bulatova N.Sh., Orlov V.N., Cao Van Sung. Karyotypes of the rats of Vietnam. Idem. 55-74.
- Năm 1993a. Những loài gặm nhấm tỉnh Hà Tây. Thông tin KHKT. Chuyên đề môi trường tài nguyên sinh vật Hà Tây. 52-54.
- Năm 1993b. Bàn về quản lý và bảo vệ tài nguyên môi trường vùng Chí Linh. Tạp chí khoa học ứng dụng Hải Hưng, Số 9, 12-13, số 10: 12-13.
- Năm 1993c. Hệ thống các khu bảo tồn thiên nhiên ở Việt Nam. Trung tâm thông tin tư liệu – Trung tâm KHTN – CNQG, Hà Nội, 48 trang.
- Năm 1993d. (cùng Nguyễn Minh Tâm). Nghiên cứu hạn chế tác hại của gậm nhấm ở Việt Nam. Hội nghị khoa học bảo vệ thực vật. Nhà xuất bản Nông nghiệp, Hà Nội, 27-28.
- Năm 1993g. (cùng Nguyễn Minh Tâm). Sinh sản của quẩn thể Chuột nhà (Rattus flavipectus) ở Hà Nội. Tuyển tập các công trình nghiên cứu sinh thái và TNSV (1991-1992). Nhà xuất bản KHKT, Hà Nội. 102-106.
- Năm 1993h. (cùng Nguyễn Minh Tâm). Cấu trúc tuổi và khả năng sinh sản của quần thể Chuột cống (Rattus norvegicus) ở Hà Nội. Tạp chí sinh học 15(2). 11-14.
- Năm 1993e.Systematic and evolution of Rodent in Vietnam. 6 International  Theriological Congress. Sydney. Australia. 45-46.
- Năm 1993. Conservation of animals in Vietnam, 6 Internationl theriological Congress. Sydney. Australia.
- Năm 1993. Conservation of Biodiversity in Vietnam, 7 Pacific Science Inter-Congress. Okinawa, Japan.
- Năm 1993. Protection and development of precious and rare mammals in Vietnam National work shop on Harvesting nature’s diversity in Vietnam, Hanoi, 52-54.
- Năm 1993. (cùng Dang Huy Huynh), To Dinh Huyen). Protection and sustainable development of diversity in tropical forest ecosystem in Vietnam. Regional Seminar-work shop on tropical forest ecosystem in Vietnam. Regional Seminar-workshop on tropical forest ecosystem research., conservation and repatriations. Hanoi, 1-17.
- Năm 1993. (cùng Ho Thanh Hai). An overview on the environment and aquatic ecology of inland waterbodies in Vietnam. Regional Seminar-workshop on tropical forest ecosystem research, conservation and repatriations. Hanoi, 32-36.
- Năm 1993. (cùng Kuznetsov G.G Lozinov G.1., Pham Trong Ảnh). The usage of zoological and botanical indices to estimate the damage of tropical forest of Vietnam. Idem, 28-31.
- Năm 1993.(cùng Sokolov V.E., Kuznetsov G.V Dang Huy Huynh, Lozinov G.L.) Methods of approaching to study the Biodiversity of tropical ecosystem research, conservation and repatriations. Hanoi, 42-46.
- Năm 1994 (cùng với Đặng Huy Huỳnh, Đào Văn Tiến, Phạm Trọng Ảnh, Hoàng Minh Khiên). Danh lục các loài thú (Mammalia) Vietnam Nhà xuất bản KHKT Hà Nội.
- Năm 1994. Behavior and adaptive strategy of rodents to survival in tropical condition 23 International Ecological Conference Torremolinos, Spain, 226.
- Năm 1994. Behavior response of Rodent population to anthropogenic disturbance environment, 6 International Congress of Ecology. Manchester, United Kingdom.
- Năm 1995. Định hướng các vấn đề môi trường trong phát triển kinh tế xã hội vùng đồng bằng song Hồng.
- Năm 1995. (cùng Nguyễn Xuân Đặng). Tài nguyên động vật khu bảo tồn thiên nhiên Sốp Cộp và biện pháp bảo vệ, phát triển. Tuyển tập các công trình nghiên cứu sinh thái và TNSV, Nhà xuất bản KHKT.
- Năm 1995. The rodents and public health in Vietnam. 5 International Conference "Rodents and Space". Rabat, Marocco.
- Năm 1995. Status primate fauna and conservation in Vietnam. Second China Primate Conference. Nanning, China.
- Năm 1995. (cùng Le Van Ty, Do Khac Hieu). The prospective methods for deratisation in Vietnam. 5 International Conference "Rodents and Space" Rabat, Marocco.
- Năm 1995. (cùng Vern Weitzel, Vu Ngoc Thanh). Primate breeding works in Vietnam. 2 China primate conference, Nanning, China.
- Năm 1995. Cao Van Sung (Edit) Environment and Bíoresources of Vietnam. The Gioi Publisher. Hanoi.
- Năm 1996 Cao Van Sung, Pham Duc Tien. Protection of crops using biosterile product. 4th International Ethological Youth Meeting. 21 July – ngày 1 tháng 8 năm 1996. Godolo. Hungary.
- Năm 1996. Development of ecological policy and environmental protection in Vietnam. Conference on environmental protection and cooperation in the Asean region.19-ngày 20 tháng 11 năm 1996. Kuala – Lumpur. Malaysia.
- Năm 1996. (cùng với Đặng Đình Kim, Trần Văn Tựa, Đặng Diễm Hồng, Hoàng Thị Bảo). Một số kết quả về sử dụng vi tảo và bèo tấm trong xử lý nước ngâm đay. Thông báo khoa học các trường Đại học sinh học, nông học, y học, 26-33.
- Năm 1996.(cùng với Nguyễn Thị Phương Chi, Nguyễn Ngọc Dũng, Hà Hồng Thanh, Phạm Thanh Hà). Nhóm vi khuẩn kỵ khí trong nước ngâm đay và khả năng sử dụng chúng. Đại học Quốc gia, trường Đại học sư phạm. Thông báo số 1-1996. Các khoa học tự nhiên 38-45.
- Năm 1996. (cùng với Lê Gia Hy, Nguyễn Đình Quang Bính, Phạm Kim Dung). Nghiên cứu vi sinh vật trong quá trình ngâm đay và đề xuất một vài kỹ thuật cho công nghệ ngâm đay. Các khoa học tự nhiên 46-51.
- Năm 1996 (cùng với Đặng Đình Kim, Đặng Diễm Hồng). Sinh trưởng của một số chủng vi tảo trong các nguồn nước thu từ vùng trồng đay Hải Hưng. Các khoa học tự nhiên 71-76.
- Năm 1996. Đang Huy Huynh, Cao Van Sung, Le Xuan Canh. A report on survey for Biological Resources in Cat Ba Nationnal Park, North Vietnam. Report for MacArthur Foundation.-1997, Dang Huy Huynh, Cao Van Sung, Le Xuan Canh. A report on conservation biodiversity and ecologial structure of some groups of plants and animals in Yokdon Nationnal park (Daklak) and Cat Ba National Park (Hai Phong) and measures for conservation sustainable development. Report for MacArthur Foundatiion.
- Năm 1997. Cao Văn Sung, Đỗ Khắc Hiếu, Nguyễn Công Tảo, Đặng Thị An, Phạm Đức Tiến, Nguyễn Minh Tâm. Ảnh hưởng của dịch chiết cây thảo mộc (Avicennia marina) lên khả năng sinh sản của chuột. Tạp chí Sinh học. V.19, N3, 40-43.
- Năm 1997. Cao Văn Sung. The role of IEBR in tree conservation and sustainable management. Third Regional workshop Conservation and sustainable management of trees. Hanoi 18-ngày 21 tháng 8 năm 1997.
- Năm 1997. Cao Van Sung. Tiger bone using and conservation status in Vietnam. The first International Symposium on endangered species used in traditional East Asian medicine. Substitutes for tiger bone and musk. Hongkong 7-ngày 8 tháng 12 năm 1997.
- Năm 1997. Cao Văn Sung. The pheasant diversity and conservation in Vietnam. Edward Pheasant workshop, Hanoi 18-ngày 19 tháng 9 năm 1997.
- Nguyen Danh Sinh, Vu Ngoc Thanh, Tran Van Hoang, Cao Van Sung 1997. Results of snakebite treatment for3,147 patients in the Mekong river delta from 1992-1997. First International symposium on snakebite, Zhanjiang, China 15-ngày 19 tháng 10 năm 1997.

Ông còn là tác giả của hơn 100 công trình nghiên cứu có giá trị đã được công bố trong và ngoài nước.
Trong suốt quá trình hoạt động khoa học, ông đã chủ trì nhiều đề tài nghiên cứu cấp Nhà nước, cấp Bộ, cấp Trung tâm và cấp Quốc tế.
Ông đã hướng dẫn thành công nhiều luận án tiến sĩ và thạc sĩ.

## Tặng thưởng
- Bằng khen của Bộ Giáo dục và Đào tạo (1981).
- Huy chương kháng chiến chống Mỹ cứu nước hạng Nhất (1983).
- Huy chương "Vì sự nghiệp Khoa học và Công nghệ" (1996).
- Ông được công nhận là Viện sỹ Viện Hàn lâm Khoa học NewYork.
- Ông được công nhận là cá nhân tiêu biểu quốc tế năm 1998 (International man 1998).
- Ông được giải thưởng khoa học công nghệ Thừa Thiên Huế năm 2006.
- Ông là đồng tác giả của cụm công trình "Động vật chí Việt Nam và Thực vật chí Việt Nam, sách Đỏ và Danh lục đỏ Việt Nam" được chủ tịch nước tặng Giải thưởng Hồ Chí Minh về khoa học và công nghệ năm 2010. (Quyết định số 104/QĐ-CTN  ngày 20/01/2012)
- Ông còn là thành viên SSC/IUCN, ASOEN, ASEAN, CITES.
- Sáng lập viên Biosystematic ASEAN.

## Gia đình
Vợ ông là bà Nguyễn Thị Kim Thư – kế toán nhà máy Dệt 8/3 nay đã nghỉ hưu
Hai con gái ông là Tiến sĩ Cao Thị Kim Thu – nghiên cứu viên chính tại Phòng Sinh thái môi trường nước – Viện Sinh thái và Tài nguyên sinh vật – Viện Hàn lâm Khoa học và Công nghệ Việt Nam.
Và Cử nhân Cao Thị Kim Dung – Phó trưởng phòng Quản lý tổng hợp – Chuyên viên chính - Viện Sinh thái và Tài nguyên sinh vật – Viện Hàn lâm Khoa học và Công nghệ Việt Nam.